# أمينة يوسيفقيزي
أمينة يوسيفقيزي (إسمها عصلية: آفاق بشير قيزي سفاروفا) (بالأذرية: Əminə Yusifqızı) - ممثلة أذربيجانية، وفنانة الشعب لجمهورية أذربيجان الاشتراكية السوفيتية (1998).

## سيرتها الذاتية
ولدت أمينة يوسيفيجيزي ولدت في 24 سبتمبر 1936 في باكو. عندما كان لا يزال تلميذًا بدأت الأداء على مسرح المتفرجين الشباب في أذربيجان. تخرجت أمينة يوسيفقيزي من المعهد التربوي للغة الروسية وآدابها المسمى ميرزا فتالي أخوندوف.
من 1958 إلى 1964 عملت في مسرح المتفرجين الشباب في أذربيجان ومن 1964 إلى 1974 عملت في مسرح الدراما الأكاديمي الحكومي أذربيجاني، ومنذ عام 1974 في استوديو أفلام أذربيجان.

## الجوائز
- فنانة الشعب لجمهورية أذربيجان الاشتراكية السوفيتية (1998)
- جائزة جعفر جبارلي (2010)
- وسام شهرة (أذربيجان) (14 سبتمبر، 2016)